# Clayface
Clayface, noto anche in versione italiana come l'Uomo d'Argilla, la Faccia d'Argilla oppure la Faccia di Creta, è un personaggio dei fumetti DC Comics creato da Bill Finger (testi) e Bob Kane (disegni) per le pagine di Detective Comics vol. 1 n. 40 (gennaio 1940).
È un nome utilizzato da numerosi supercriminali, e tutti loro sono nemici di Batman. La maggior parte di loro possiedono corpi d'argilla ed hanno la capacità di mutare la propria forma. La sua prima apparizione risale a Detective Comics vol. 1 n. 40 (1940). Appassionato di cinema, il creatore di Batman Bob Kane ha affermato che il personaggio è parzialmente ispirato dalla versione del Il fantasma dell'Opera di Lon Chaney, e che il nome del personaggio è ispirato a quelli di Boris Karloff e Basil Rathbone.
Si è classificato al 73º posto nella classifica stilata nel 2010 dei più grandi cattivi nella storia dei fumetti secondo IGN.

## Biografia del personaggio
La sua identità è stata assunta da otto differenti personaggi:
- Basil Karlo (1940-1961, 2008-oggi)
- Matt Hagen (1961-1978)
- Preston Payne (1978-anni '90)
- Shondra Fuller (anni '90-2004)
- Cassius Payne
- Todd Russel
- Johnny Williams

### Basil Karlo
Il Clayface originale è un attore cinematografico che impazzisce all'idea di un remake di un suo vecchio film, ed inizia ad assassinare membri della troupe e del cast utilizzando l'identità di un cattivo di uno dei suoi film, ma viene fermato da Batman e Robin.
In seguito Karlo stringe un'alleanza tra tutti i Clayface viventi per uccidere Batman, in un gruppo chiamato "Mud Pack". Anche se il "Mud Pack" viene sconfitto, Karlo riesce ad impadronirsi dei poteri degli altri Clayface e a divenire il Clayface definitivo. Karlo verrà poi sconfitto e gettato nelle viscere delle Terra, per poi tornare con poteri pirici. Karlo proverà anche ad assorbire Wonder Woman, ma con scarso successo. Nel nuovo Universo DC si sposerà con Poison Ivy. Questo risulta essere uno stratagemma, tuttavia; in quanto Ivy lo sta usando come parte di un piano più ampio. 
Karlo in seguito ritorna con un nuovo piano: usare le sue abilità di duplicazione del DNA per impersonare Bruce Wayne e prendere il controllo della Wayne Enterprises. Indovina persino che Wayne è la vera identità di Batman. Tuttavia, Batman riesce a fermarlo.
In Detective Comics Annual 2018, viene data una nuova origine a Karlo: in questa versione è un giovane attore di bell'aspetto che è stato sfigurato in un incidente d'auto. Nel disperato tentativo di salvare la sua carriera, inizia ad abusare di un prodotto chimico per il trucco industriale noto come "Re-Nu" che, quando combinato con argilla e mastice, deformava la carne in nuove forme, ideato da suo padre Vincent Karlo, un ex artista di effetti speciali. Tuttavia, la sostanza chimica è ormai fuori produzione e Karlo è costretto a rubarne sempre di più per preservare il suo bell'aspetto. Batman lo cattura durante una di queste rapine, che rivela il suo segreto al mondo. La carriera di Karlo è rovinata e la sua ragazza Glory Griffin lo lascia.
Batman tenta di convincere Karlo a testimoniare contro il creatore di Re-Nu, Roland Daggett, ma lui rifiuta. Invece, tenta di entrare nel magazzino dove la polizia sta trattenendo la sua scorta rubata di Re-Nu. Quando la polizia apre il fuoco sulle fiale, Karlo viene cosparso di sostanza chimica e trasformato in Clayface. Quindi attacca il set del film da cui è stato licenziato. Batman tenta di evacuare il set, ma Clayface lo lancia in lontananza e inizia a massacrare tutti a vista. Come ulteriore rivincita, Clayface sfigura Glory, che sta lavorando al film come assistente di produzione, prima che Batman lo fermi.
Successivamente Hugo Strange usa un siero per trasformare esseri umani viventi e morti in orribili mostri. Batman inizialmente sospetta che Karlo sia uscito dall'Arkham Asylum. Rendendosi conto che Karlo ha bisogno di cure più che di prigionia, Batman gli chiede di unirsi alla sua squadra. Karlo è d'accordo e lavorare con Batman, Nightwing, Batwoman, Orphan e Spoiler aiuta a sconfiggere i mostri di Strange.
L'agenzia governativa ARGUS crea una zona di quarantena che comprende il quartiere in cui la creatura è morta, soprannominandola "Monstertown". La dott.ssa Victoria October, consulente di ARGUS, si occupa di "Monstertown", l'area di Gotham City colpita dal siero di Strange.  Clayface pattuglia le fogne sotto Monstertown, recuperando i mostri del Dr. October creati dal siero.
La dottoressa si offre di lavorare su un modo per riportare Clayface alla forma umana in modo permanente. Batman dona a Karlo un avambraccio ad alta tecnologia (in seguito sostituito con un braccialetto più piccolo con una fonte di energia più duratura) che gli consente di riguadagnare la forma umana senza usare i suoi poteri — riducendo l'effetto psicotico che Clayface ha su Karlo. Il dispositivo non è una cura, poiché il DNA di Clayface consuma il DNA umano di Karlo ogni volta che è bloccato in forma umana. La dottoressa October gli regala un braccialetto "placebo" con messaggi della sua cara amica Cassandra Cain (Orphan), che lo aiuta a concentrarsi sul mantenimento della sanità mentale. Dopo aver superato le dodici ore, Clayface perde la sua sanità mentale e attacca la dottoressa. Solo l'intervento di Orphan le salva la vita, rimettendo il vero braccialetto.
La dott.ssa October esprime il desiderio di testare la sua cura su un caso meno grave, e Karlo le racconta di Gloria. Karlo racconta anche a Gloria della potenziale cura, anche se lei rifiuta di perdonarlo per quello che le ha fatto. Più tardi, con la cura prossima al termine, Clayface viene catturato da Gloria quando il cattivo Prima vittima prende il sopravvento su Arkham Asylum. Gloria rimuove il controller da polso di Clayface che impazzisce. Mentre Clayface si scatena attraverso Gotham per affrontare Batman, Batwoman ottiene un'arma che può destabilizzare la struttura molecolare di Karlo, uccidendolo. Durante il suo attacco alla Old Wayne Tower, Karlo viene accidentalmente cosparso di centinaia di galloni di fango psicoattivo, peggiorando la sua follia. La dottoressa October tenta di curare Karlo, ma l'effetto è solo temporaneo, e Batwoman uccide Karlo. Tre giorni dopo, la dottoressa October cura Glory Griffin, dicendo di farlo solo per il bene di Basil Karlo.
Clayface non è morto, tuttavia. Sette numeri dopo, in Detective Comics #981, i lettori scoprono che Basil Karlo è ancora vivo e conserva i suoi poteri Clayface (almeno in una certa misura). Per ragioni non dichiarate, la dottoressa October ha cospirato con lui per fingere la sua morte. Karlo lascia un messaggio a Cassandra Cain e poi lascia Gotham City.

### Matt Hagen
Matt Hagen era un ricercatore di tesori che un giorno, giunto in una grotta, si trova di fronte una pozza di protoplasma radioattivo, e dopo essersi immerso dentro, si ritrova con una pelle malleabile come fosse argilla, ed è in grado di mutare forma e aspetto, trasformandosi in ciò che desidera. Il suo punto debole consiste nel dover periodicamente immergersi in quel liquido al fine di mantenere i poteri, in seguito assumerà un agente chimico con le stesse proprietà.  Le sue attività criminali hanno attirato l'attenzione di Batman e Robin. Batman scoprì la sua debolezza e lo sconfisse.
Il sangue di Matt è stato successivamente ottenuto da Preston Payne. Matt successivamente esce di prigione e ripristina i suoi poteri. Rapisce Lois Lane come parte di un complotto per distruggere Batman e Superman. Entrambi i supereroi riescono e sconfiggere Clayface. Clayface è tra i cattivi che combattono Batman e Robin come parte di una banda di nemici di Batman riuniti dal Joker. Durante la Crisi sulle Terre infinite, Matt Hagen alla fine viene ucciso da uno dei Demoni dell'Ombra dell'Anti-Monitor.
Basil Karlo raccoglierà poi un piccolo pezzo dei resti di Hagen e lo rende un membro post mortem del gruppo "Mud Puck".

### Preston Payne
Preston Payne era uno scienziato dei laboratori S.T.A.R. che soffre di una malattia della pelle che lo rende deforme fin dall'infanzia. Dopo aver ottenuto un campione del sangue di Matt Hagen, il Faccia di Creta precedente, cerca di cambiare il proprio aspetto deforme grazie ad un siero ottenuto artificialmente.
Dopo un successo iniziale, la pelle di Payne inizia a sciogliersi e, come secondo ed indesiderato effetto, scioglie, letteralmente, tutti gli esseri viventi che tocca. Costretto in un'armatura dalla forza incredibile e sempre più spinto dalla follia, inizia ad uccidere, scontrandosi inevitabilmente con Batman e finendo sconfitto. Si innamorerà di un manichino di cera che lui chiama "Helena", e arriverà persino a portarselo nella sua cella ad Arkham.
Dopo aver per sbaglio "ucciso" la sua moglie di cera, Preston impazzirà nuovamente, solo per essere calmato da Shondra, con la quale si sposerà e avrà un figlio, Cassius.

### Shondra Fuller
Shondra Fuller, conosciuta anche come Lady Clay, è un membro del gruppo terrorista Kobra. Viene sottoposta ad alcuni esperimenti, e si trasforma in un essere con le stesse abilità di Matt Hagen, ma permanenti. Può inoltre copiare qualsiasi potere speciale dell'essere che sta imitando. Clayface viene sconfitta dagli Outsiders.
Più tardi, durante la formazione del Mud Pack, Fuller si innamora di Preston Payne. Dopo la sconfitta di Karlo, Preston e Sondra scappano e si sposano mentre sono in fuga, e hanno un figlio di nome Cassius "Clay" Payne,

### Cassius Payne
Cassius Payne è il figlio di Preston e Shondra e possiede una mistura di poteri derivanti dalla madre e dal padre. Se un pezzo di Cassius si unisce ad un corpo umano, gli dona i poteri tipici dei Clayface, con in più la capacità di fondere gli oggetti usando solo la concentrazione. Questo accadde al dottor Peter Malley, che studiava la fisiologia del ragazzo. Nel processo però la mente del dottore si fonderà con quella di Cassius, dando origine al criminale Claything.

### Todd Russel
Todd Russel è un militare che dopo essere stato ferito è stato usato come cavia per diversi esperimenti, che gli hanno dato la capacità di trasformarsi in argilla e di assumere qualunque forma. Dopo essere impazzito, inizierà ad uccidere prostitute, scontrandosi con Catwoman. Verrà in seguito catturato e studiato dai laboratori S.T.A.R.

### Johnny Williams
Jonathan Johnny Williams è un pompiere di Gotham che si ritroverà trasformato in un mostro d'argilla dopo essere stato esposto all'esplosione di un laboratorio chimico. In principio cercherà di suicidarsi, ma verrà convinto dall'Enigmista e da Hush a partecipare ad un piano per distruggere Batman in cambio di una cura. In seguito cambierà fazione e diventerà un alleato di Batman, arrivando a salvare Alfred da un'accusa di omicidio.

## Aspetto
Principalmente Clayface viene ritratto come un umanoide gigantesco fatto di argilla di colore beige, a volte grasso, a volte con un fisico scultoreo, e con un volto dove sono presenti due occhi rossi e una larga bocca. Nella serie a cartoni The Batman, come Ethan Bennet, ha un aspetto umanoide ma che risulta "fangoso", di colore grigio con occhi verdi. Come Basil Karlo, invece, ricalca quasi l'aspetto classico: un essere umanoide di colore rossiccio di grandi dimensioni con gli arti più lunghi, occhi rossi e una larga bocca.

## Poteri e abilità
Clayface può sfruttare la sua pelle malleabile per trasformarsi virtualmente in qualsiasi cosa desideri, come oggetti, animali o persone; può inoltre alterare a piacimento la sua densità, diventando liquido per insidiarsi attraverso ogni spiraglio o duro come il metallo per resistere ai colpi; possiede anche un grande livello di superforza. In combattimento è solito trasformare i suoi arti in armi, quali martelli o lame, lanciare dei frammenti del suo corpo come proiettili e farsi attraversare dai colpi dei suoi avversari, potendo così intrappolarli e ucciderli con calma.
Dispone di un potente fattore rigenerante che gli consente di ricostruire parti perdute del suo corpo e che lo rende con tutta probabilità immortale: se viene distrutto è infatti in grado di ricongiungere i frammenti del suo corpo e rigenerarsi, e può controllare i frammenti di sé stesso indipendentemente l'uno dall'altro. Per trasformarsi nella perfetta copia di un'altra persona gli basta anche solo un capello o un frammento di pelle.
Il solo punto debole conosciuto di Clayface è l'acqua, che lo dissolve, e il ghiaccio è l'unica sostanza che può intrappolarlo e impedire che si rigeneri; è vulnerabile anche ad attacchi elettrici, in quanto paralizzano il suo sistema nervoso diluito nella sua massa argillosa, liquefacendolo all'istante. Data la natura pressoché invulnerabile, Batman per avere la meglio su Clayface, ha utilizzato più volte bombe congelanti, pistole taser, sostanze chimiche speciali e dispositivi a microonde, come fonte di calore per batterlo. Non di rado, comunque, Batman è riuscito a batterlo anche nel corpo a corpo, quando Clayface era nella sua forma meno potente. L'attuale Clayface (Basil Karlo) tuttavia, ha dimostrato di essere estremamente più resistente rispetto alle versioni precedenti. In Batman (vol. 2) n. 20 Batman ha tentato di batterlo con una speciale armatura che era equipaggiata con solventi chimici speciali, liquido congelante e raggi elettrici, ma non è bastato a fermarlo, lo ha solo momentaneamente rallentato. Alla fine l'eroe è riuscito ad intrappolarlo solo tramite uno speciale cilindro indistruttibile.

## Altre versioni

### Earth-9
La versione Earth-9 di Clayface è descritta nella serie di Reign di Superman's Comics della Tangent Comics. Questa versione è un insieme di quelle della continuity dei fumetti, ma la sua forma di base è quella di un umano ingannevole e deformato con la pelle sciolta.

### Fumetti DCAU
In The Batman Adventures n. 9, Clayface fa un cameo in una sequenza di flashback lungo altri rogues di Batman. Finalmente ritorna nel numero 14, rivelando che è sopravvissuto all'esplosione dei fuochi d'artificio nell'episodio della Justice League "Secret Society" e decide di finire Batman e The Ghost Grey. Tuttavia, alla fine, si mescola con il calcestruzzo e finisce per diventare una statua di The Ghost Grey, finendo la sua minaccia una volta per tutte.

### Flashpoint
Nella cronologia alternativa dell'evento Flashpoint, una versione di Clayface è un membro dei pirati di Deathstroke dopo essere stato spezzato da una prigione galleggiante da Deathstroke. Durante gli attacchi di Aquaman e Ocean Master, Clayface è spinto da Aquaman nell'acqua apparentemente uccidendolo.

### Injustice: Gods Among Us
La versione Basil Karlo di Clayface appare in Year Two del fumetto di Injustice: Gods Among Us.

### Batman: Arkham Knight
Nella serie a fumetti prequel di Batman: Arkham Knight, i campioni del fango di Basil Karlo furono acquisiti da vari partiti tra cui Simon Stagg, che ha creato "Project: Meta" e Hush che ha usato per il suo viso per nascondere le cicatrici di chirurgia estetica. Karlo apparve anche durante una delle fantasie del Joker, e brevemente durante una delle simulazioni di Batman per Robin. È stato anche rivelato che Karlo è ancora vivo all'interno del fango raccolto da GCPD, ma incapace di assumere nuovamente la forma a causa delle particelle di Lazzaro mescolate con il fango e l'esplosione del generatore.

### Batman '66
In Batman '66 (che si basa sulla serie televisiva del 1960), il nome Basil Karlo è stato usato per la vera identità di False-Face. Nel numero n. 23, False-Face mette le mani su una formula che lo trasforma in Clayface.

## Altri media

### DC Universe
Matt Hagen / Clayface compare all'interno del DC Universe (DCU), interpretato da Tom Rhys Harries.
- Il personaggio è comparso per la prima volta nella serie animata per adulti Creature Commandos, doppiato da Alan Tudyk.[16][17][18]
- Clayface sarà il protagonista dell'omonimo film del 2026.

### Animazione
- La prima apparizione in una serie animata risale agli anni settanta con Le nuove avventure di Batman, in cui è doppiato dapprima da Lou Scheimer ed in seguito da Lennie Weinrib.
- Clayface è apparso all'interno del DC Animated Universe, doppiato da Ron Perlman.
  - Clayface è apparso per la prima volta nei tre episodi della prima serie animata del DCAU Batman (L'Uomo d'Argilla in due parti e Il ritorno dell'Uomo d'Argilla) con l'identità di Matt Hagen (si presenta comunque come una via di mezzo fra i vari Clayface, in particolare di Basil Karlo). In questa versione, Hagen è un attore sfigurato in seguito ad un incidente d'auto che, corrotto dall'avido e spregevole affarista Roland Daggett, diventa dipendente da un cosmetico miracoloso che gli ridà la possibilità di recitare. In cambio, Dagget pretende che Hagen impersoni altre persone (come ad esempio Bruce Wayne) allo scopo di rubare informazioni importanti. Hagen si ribella, e viene costretto a bere molte boccette di cosmetico: il suo corpo reagisce trasformando Hagen in un essere fluido e malleabile, in grado di mutare forma a piacimento.
  - Il personaggio è riapparso nei due episodi della serie animata Batman - Cavaliere della notte (Un Natale molto movimentato e La bambina d'argilla).
  - È presente anche nella serie animata Justice League. Nell'episodio in due parti Secret Society è stato rivelato che era stato catturato e sigillato in diversi contenitori da Morgan Edge. La Società Segreta libera Clayface e lo prendono con loro. Ora meno aggressivo e psicopatico di prima, Clayface è riluttante in un primo momento, ma Gorilla Grodd promette di trovare un modo per far ritornare Clayface a Matt Hagen, permettendogli però di mantenere i suoi poteri. Tuttavia, Clayface viene sconfitto insieme al resto del gruppo da parte della Justice League.
- Appare anche nella serie animata The Batman, dove ha l'identità del giovane detective Ethan Bennet, creato appositamente per la serie. Ethan Bennet è un vecchio amico di Bruce Wayne, e oltre a questo crede che l'intervento di Batman contro i criminali che la polizia non riesce a fronteggiare sia necessario per ristabilire l'ordine a Gotham City, scontrandosi di fatto contro il superiore Rojas. Durante un nuovo attacco del Joker, dove il malvagio Clown Principe del Crimine utilizza una sostanza in grado di rendere malleabile qualsiasi sostanza, chiamata da lui "Joker mastice", Ethan viene preso dal criminale e torturato psicologicamente per farlo impazzire (simile a ciò che appare nel fumetto The Killing Joke, in cui Joker cercava di far impazzire il commissario Gordon). Viene salvato da Batman e dalla sua collega e amica Yin, ma Ethan respira il gas del Joker mastice cominciando a sentirsi male. Quando Rojas attribuisce l'arresto di Joker a lui e a Yin, Ethan decide di farla finita rivelando alla stampa la verità di quanto è successo; come conseguenza, Rojas lo sospende dal servizio di polizia. Ritornato a casa, distrutto oltre ogni dire, Ethan vede il suo corpo liquefarsi diventando un essere umanoide amorfe grigio e dagli occhi verdi. Spaventato per il suo aspetto, Ethan chiede aiuto ad alcuni poliziotti che, non riconoscendolo, cercano di fermarlo, finendo per liquefarlo con un idrante. Ritiratosi nelle fogne, Ethan, ora conosciuto da tutti come "Clayface", spia una conferenza stampa di Rojas in cui è disposto a catturare sia i criminali definiti "mostri" che Batman. Ethan decide allora di attaccarlo, ma viene fermato prima da Batman e poi da Yin; Ethan, non volendo far del male alla sua amica, vola via, non prima che Batman prenda un campione del suo corpo per analizzarlo, scoprendo che si tratta proprio del suo vecchio amico; anche Yin, dopo un breve dialogo con il suo ex collega, si accorge che lui e l'uomo d'argilla sono la stessa persona. Batman e Yin lo rintracciano, cercando di non fargli superare il limite che divide gli uomini normali dai pazzi come Joker, e alla fine di uno scontro con Batman, Ethan è convinto da Yin e scompare. Ricomparirà nel manicomio di Arkham deciso a vendicarsi di Joker, ma verrà fermato da Batman. Seguirà poi un processo, nel quale verrà assolto per non essere il diretto responsabile di quello che è ora, e Bruce decide di affidargli un posto come guardia di sicurezza alla Wayne Tower. Tuttavia, un nuovo attacco di Joker spinge Ethan a diventare Clayface e, facendo leva sul fatto che ora anch'egli, come Joker, è un mostro, il clown convincerà Ethan a diventare un criminale, ma verrà di nuovo fermato da Batman e da Yin e rinchiuso ad Arkham. Nella notte di Halloween assumerà le sembianze dello zombie Solomon Grundy per rapinare indisturbato, ma verrà fermato un'altra volta da Batman. Quando l'attore fallito Basil Karlo, convinto (a torto) che il proprio scarso successo fosse dovuto solo al proprio mediocre aspetto, ingerirà un liquido concentrato del mutageno che ha trasformato Ethan in Clayface, e che i medici della Wayne Tower stavano analizzando per trovare una cura diventando un nuovo e più violento Clayface, Batman riceverà aiuto proprio a Ethan, che si scontrerà con la sua controparte. Grazie a uno stratagemma, Ethan si unisce a Karlo e Batman inietta ai due l'unica fiala di antidoto realizzato, liberando Ethan dall'esistenza di Clayface. La cura tuttavia ha effetto solo temporaneamente su Karlo, perché mentre Ethan aveva respirato una minima dose di "Joker Mastice", Karlo ne ha bevuto una intera provetta di principio attivo concentrato, che lo ha fornito di abilità metamorfiche molto superiori. Lui, infatti, è in grado di aumentare la propria massa e di trasformare il proprio corpo in oggetti complessi, come trivelle e motoseghe, quando invece Ethan creava tipicamente armi bianche. Fortunatamente però, la sua poca intelligenza e le sue doti attoriali a dir poco ridicole riducono significativamente le sue capacità di inganno, tanto che Karlo non è mai riuscito a prendere di sorpresa Batman prendendo l'aspetto di qualcun altro, al contrario di Ethan.
- La versione di Preston Payne è mostrata nella serie animata Batman: The Brave and the Bold. Nell'episodio Joker ritrova Weeper, compare un ritratto di Clayface nel bar dei cattivi.[19]
- Compare come antagonista in due episodi (uno della prima stagione e uno della seconda) della serie animata Young Justice. In questa versione è Basil Karlo, il primo Clayface.
- Clayface (Basil Karlo) appare anche nella serie animata Batman Unlimited.
- Clayface (Basil Karlo) è apparso nuovamente come uno dei protagonisti nell'anime Suicide Squad Isekai.

#### Film d'animazione
- Clayface appare nei film d'animazione Batman Unlimited: L'alleanza dei mostri, Batman Unlimited: Fuga da Arkham, LEGO Batman - Il film e Scooby-Doo! e Batman - Il caso irrisolto.
- Il personaggio è apparso anche nel quattordicesimo del DC Animated Movie Universe Batman: Hush.

### Televisione
Basil Karlo, interpretato dall'attore Brian McManamon, fa la sua apparizione a partire dalla seconda stagione, nella serie televisiva Gotham; nella narrazione della serie è un superumano geneticamente modificato dal professor Hugo Strange, che ha reso la sua pelle modellabile, infatti il suo volto può assumere le fattezze che desidera.

### Videogiochi
Clayface appare nei seguenti videogiochi:
- Batman: Gotham City Racer, sviluppato da Sinister Games (2001) (Matt Hagen)
- Batman: Rise of Sin Tzu, sviluppato da Ubisoft Montréal (2003) (Matt Hagen)
- LEGO Batman: Il videogioco, sviluppato da Traveller's Tales (2008) (Basil Karlo e Matt Hagen)
- Batman: Arkham Asylum, sviluppato da Rocksteady Studios (2009) (Basil Karlo)
- DC Universe Online, sviluppato da Sony Online Austin (2011) (Basil Karlo)
- Batman: Arkham City, sviluppato da Rocksteady Studios (2011) (Basil Karlo)
- LEGO Batman 2: DC Super Heroes, sviluppato da Traveller's Tales (2012) (Basil Karlo)

Batman: Arkham
Batman: Arkham Asylum: Clayface compare sotto forma di cameo nel quale tenterà un tranello a Batman impersonando prima Aaron Cash, poi Quincy Sharp e infine Il Commissario Gordon. Batman, grazie alla Modalità Detective, noterà che il falso Cash/Sharp/Gordon non possiede uno scheletro e se scannerizzato sbloccherà la sua biografia.
Batman: Arkham City: Karlo qui ha un ruolo molto più importante, impersonando il Joker per ingannare Batman e procedere alla conquista di Arkham City. Talia "ucciderà" il "Joker" venendo uccisa però dal vero lui e dando il via all'atto finale, nel quale Clayface perde presumibilmente la vita durante l'esplosione fusa col Pozzo di Lazzaro.